# Gong Live Etc.
Gong Live Etc. is het negende album van de Brits/ Franse spacerockband Gong. Het album verscheen in 1977 en bevat live-opnames van optredens van Gong. De opnames zijn gemaakt:
- 1-2, 20 mei 1973, Bataclan, Parijs
- 3, 21 augustus 1973, Edinburgh Festival ,
- 3-6, 17 augustus 1973, Club Arc-En-Ciel, Roanne
- 7-10, 15 januari 1974, BBC Studios, Londen
- 11, juni/juli 1974 Manor Studios, Engeland
- 12-15, 8-10 september 1975 Marquee Club, Londen

## Nummers
1. You Can't Kill Me (Daevid Allen) - 5:53
2. Zero the Hero and the Witch's Spell (Daevid Allen /C.Tritsch) - 11:05
3. Flying Teapot (Daevid Allen /F.Moze) - 6:32
4. Dynamite / I Am Your Animal (Gilli Smyth /C.Tritsch) - 5:43
5. 6/8 Tune (Gong) - 3:49
6. Est-ce Que Je Suis ? (Daevid Allen) - 4:16 - Ooby-Scooby Doomsday or the D-Day DJ's Got the DDT Blues (not on CD version)
7. Radio Gnome Invisible (Daevid Allen) - 7:34
8. Oily Way (Daevid Allen / Didier Malherbe ) - 3:21
9. Outer Temple (Tim Blake / Steve Hillage) - 1:04
10. Inner Temple (Daevid Allen / Didier Malherbe ) - 5:15
11. Where Have all the Flowers Gone (Gong) - 3:05
12. The Isle of Everywhere (Gong) - 10:24
13. Get It Inner (Gong) - 2:30
14. Master Builder (Gong) - 5:58
15. Flying Teapot - Reprise (Daevid Allen /F.Moze) - 2:04

## Bezetting
- Daevid Allen : zang, gitaar
- Gilli Smyth : zang, space whisper
- Didier Malherbe : saxofoon, dwarsfluit
- Steve Hillage : gitaar
- Mike Howlett : basgitaar
- Pierre Moerlen : slagwerk, vibrafoon
- Tim Blake : synthesizer
- Mireille Bauer : slagwerk, vibrafoon
- Miquette Giraudy : zang
- Patrice Lemoine : keyboard
- Diane Stewart-Bond : zang, percussie
- Rob Tait : slagwerk